# Kreuz Wolfsburg/Königslutter
Kreuz Wolfsburg/Königlutter is een knooppunt in de Duitse deelstaat Nedersaksen.
Op dit knooppunt kruist de A39 Salzgitter-Wolfsburg de A2 Kreuz Oberhausen-Dreieck Werder.

## Geografie
Het knooppunt ligt in het noordwesten van de stad Königlutter in het Landkreis Helmstedt.
Nabijgelegen dorpen zijn Cremlingen en Lehre.
Nabijgelegen stadsdelen zijn Essehof, Schandelah en Rotenkamp.
Het knooppunt ligt ongeveer 15 km ten noordoosten van Braunschweig, ongeveer 15 km ten zuiden van Wolfsburg, ongeveer 75 km ten oosten van Hannover en ongeveer 65 km westen van Maagdenburg.
Het knooppunt ligt aan de rand van het natuurgebied Naturparks Elm-Lappwald.

## Configuratie
Rijstrook
Nabij het knooppunt heet de A39 richting het noorden 2x2 rijstroken en hebben de A39 naar het zuiden en de A2 2x3 rijstroken.
Knooppunt
Het is een klaverbladknooppunt met rangeerbanen, waarvan die langs de zuidelijke rijbaan van de A2 niet volledig is.

## Verkeersintensiteiten
Dagelijks passeren ongeveer 105.000 het knooppunt.
| Voan                      | Naar                      | Gemiddeld aantal voertuigen per dag | Percentage vrachtverkeer |
| ------------------------- | ------------------------- | ----------------------------------- | ------------------------ |
| AS Braunschweig-Ost (A 2) | AK Wolfsburg/Königslutter | 74.900                              | 22,3 %                   |
| AK Wolfsburg/Königslutter | AS Königslutter (A 2)     | 76.400                              | 22,8 %                   |
| AS Flechtorf (A 39)       | AK Wolfsburg/Königslutter | 36.600                              | 07,4 %                   |
| AK Wolfsburg/Königslutter | AS Scheppau (A 39)        | 22.500                              | 10,0 %                   |

## Richtingen knooppunt
| Aansluitende wegen             | Aansluitende wegen                          | Aansluitende wegen                                   | Aansluitende wegen | Aansluitende wegen |
| ------------------------------ | ------------------------------------------- | ---------------------------------------------------- | ------------------ | ------------------ |
|                                |                                             | richting Flechtorf / Salzwedel Wolfsburg / Autostadt |                    |                    |
|                                |                                             |                                                      |                    |                    |
| richting Braunschweig Hannover | richting Königslutter Maagdenburg / Berlijn |                                                      |                    |                    |
|                                |                                             |                                                      |                    |                    |
|                                |                                             | richting Braunschweig-Süd Salzgitter / Kassel        |                    |                    |

## Weblinks
- Informationen zum Autobahnkreuz auf autobahngeschichte.de